# Kościół św. Katarzyny i św. Jana Apostoła w Seceminie
Kościół świętej Katarzyny i świętego Jana Apostoła w Seceminie – rzymskokatolicki kościół parafialny mieszczący się w dawnym mieście, obecnie wsi gminnej Secemin, w województwie świętokrzyskim. Należy do dekanatu koniecpolskiego diecezji kieleckiej.

## Historia
Świątynia została ufundowana przez Piotra Szafrańca i wybudowana jako niewielka murowana budowla w 1402 roku. W 1558 roku kościół został zamieniony na zbór protestancki przez Stanisława Szafrańca. W tym czasie murowana świątynia została rozbudowana przez innowierców. W 1617 roku kościół powrócił do katolików. W tym sam roku świątynia została konsekrowana przez krakowskiego biskupa pomocniczego, Tomasza Oborskiego. W 1 połowie XVIII stulecia budowla została przebudowana, w XIX wieku została odnowiona. W świątyni znajdują się organy z 1919 roku, wykonane przez firmę Rieger (opus 2082). Obecnie nie są w najlepszym stanie.

## Galeria

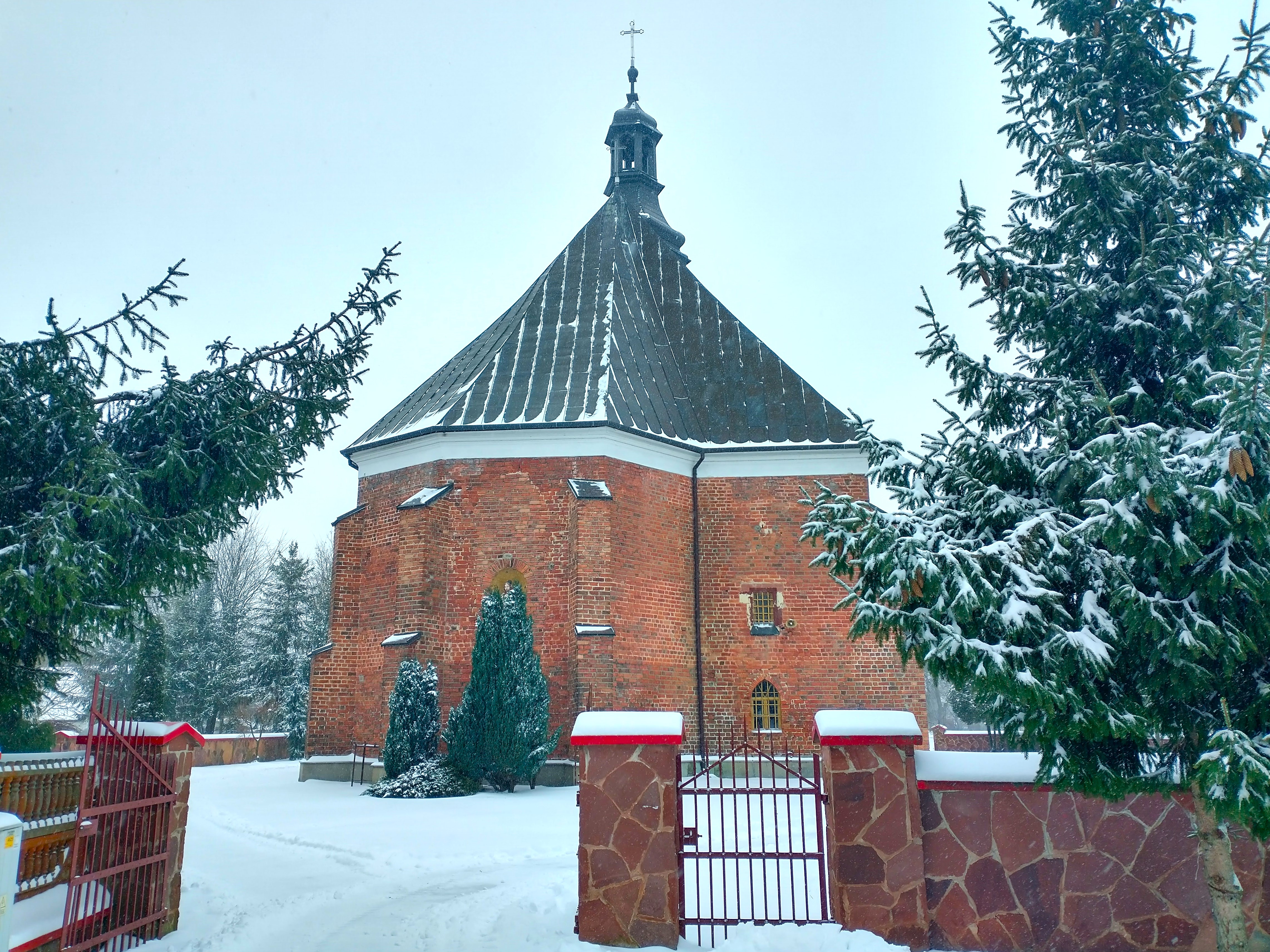
Widok od prezbiterium
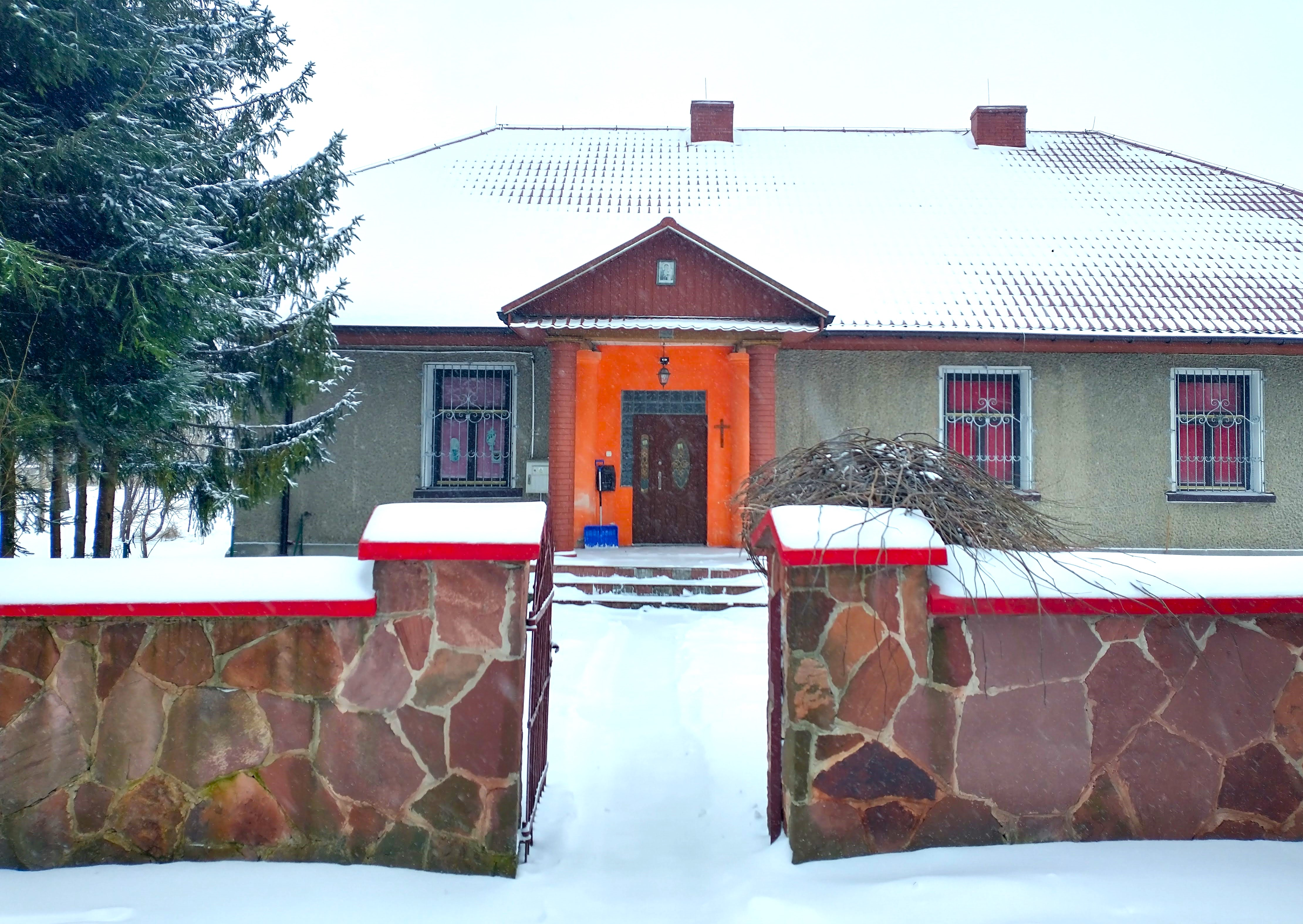
Plebania